# Joseph Colon
Joseph (Giuseppe) Colon ben Solomon Trabotto in ebraico יוסף קולון‎?, detto il Maharik (acronimo di Morenou HaRav Yossef Kolon: "Nostro Insegnante e Maestro Joseph Colon") (Chambéry, 1420 – Pavia, 1480), rabbino del XV secolo considerato il più importante studioso ebraico e talmudista italiano del suo tempo.

## Biografia
Colon (onnesso alla parola francese colombe - 'colomba') fu un membro della rinomata famiglia Trabotto, nota per il grande numero di studiosi e talmudisti. Dopo l'espulsione finale degli ebrei dal Regno di Francia in 1394, la sua famiglia emigrò prima nella Franche-Comté e poi nella città di Chambéry, capitale del Ducato di Savoia, luogo di una notevole popolazione ebraica e rabbinica. Tra questi ultimi figurava Yohanan Treves, l'ultimo rabbino capo di Francia e Yeshaya Astruc ben Abba Mari.
L'anno esatto e il luogo di nascita di Joseph Colon non sono conosciuti con esattezza, ma si è stimato che sia stato all'inizio del 1420 a Chambéry, una città la cui popolazione ebraica era principalmente di origine francese piuttosto che tedesca. Fu in questo ambiente che il giovane Joseph Colon ricevette la sua formazione talmudica, che fu fortemente impregnata dello stile, tradizioni e metodologia talmudica dell'ebraismo medievale francese. Studiò principalmente sotto la guida di suo padre, Salomone Trabotto, stimato talmudista e cabalista, sebbene Joseph si riferisca anche ad altri suoi maestri, ricordando di aver partecipatp ad erudite discussioni con altri studiosi locali. Colon lasciò Chambéry nei primi anni 1450 e si stabilì nel Piemonte italiano, che era diventato parte del Ducato di Savoia. Questo trasferimento fu il risultato di una combinazione di nuove opportunità oltralpe insieme ad un aumento dell'antisemitismo nella Savoia Transalpina. Non fu tuttavia una conseguenza della cacciata degli ebrei dalla Savoia, avvenuto solo nel 1471. Per un certo tempo Joseph Colon condusse una vita errante e fu costretto a guadagnarsi la vita con l'insegnamento ai bambini.

### Viaggi e fama
Verso il 1469 Colon officiò come rabbino a Piove di Sacco, nel territorio veneto, e poi si spostò a Mestre, vicino a Venezia. Successivamente fu rabbino a Bologna e Mantova e, secondo un'annotazione nell'opera Shalshelet ha-Qabbalah del talmudista imolese Gedaliah Ibn Yahya, venne coinvolto in una disputa col filosofo e medico italiano Rabbi Judah Messer Leon, risultando nell'espulsione di entrambi da parte delle autorità. Subito dopo si trasferì a Pavia. Allo stesso tempo, le decisioni del Colon in materie civili e questioni religiose venivano richieste da molte città tedesche, come per esempio da Ulm e Norimberga, nonché da paesi lontani come Costantinopoli. Scrisse un commento sul Pentateuco e delle novellæ sul Talmud e sul codice legale di Moses ben Jacob di Coucy, il Sefer Mitzvot Gadol. Il suo contributo maggiore sono stati però i suoi responsa. Raccolti dopo la sua morte dal genero Rabbi Gershon Treves e da uno dei suoi allievi, Hiyya Meïr ben David, furono pubblicati a Venezia nel 1519 da Daniel Bomberg. Vennero successivamente ripubblicati molte volte; nel 1984 sono stati pubblicati circa cinquanta nuovi responsa presi dal manoscritto, ma molti altri dei suoi responsa rimangono inediti. Trabotto morì a Pavia all'età di circa 60 anni e fu sepolto nel cimitero ebraico che all'epoca si trovava presso il monastero di Sant'Apollinare. La maggior parte dei riferimenti biografici sono d'accordo con questa data di morte, sebbene uno citi il 1484, quattro anni dopo la data generalmente accettata.
Tra i suoi discepoli va citato anche il rabbino Obadiah di Bertinoro.

## Responsa
i responsa di Colon sono tra le produzioni classiche in questo campo della letteratura rabbinica e hanno esercitato un'enorme influenza sul successivo sviluppo del Legge ebraica o Halakhah. Le sue decisioni hanno avuto un'influenza enorme su tutto lo sviluppo giurisprudenziale successivo. La sua influenza è particolarmente degno di nota nell'ambito aschenazita, che si riflette nelle glosse di Moses Isserles sul Shulchan Aruch. I responsa di Colon sono il pilastro centrale della Halakhah italiana posteriore e non c'è nessun rabbino italiano dei secoli XVI-XVIII che non lo citi. Questi responsa si distinguono per la sua conoscenza enciclopedica e analisi sistematica delle fonti. Colon tenta di individuare i principi fondamentali alla base delle sue fonti e chiarire il quadro concettuale entro il quale rende le sue sentenze. Il suo metodo legale ricorda anche la modalità di analisi nota come pilpul. Le tradizioni fondamentali (o minhag) giocano un ruolo unico nel suo pensiero e ne definisce l'autorità. In tale contesto, Joseph Colon è il difensore di una scuola distintamente francese della legge/tradizione aschenazita. Il Mishneh Torah di Maimonide gode di una posizione preminente nei suoi scritti: i suoi ampi commenti al riguardo, presenti in tutti i suoi responsa e appunti di lezioni, hanno contribuito a definire l'impostazione degli studiosi successivi. I responsa di Colon sono contrassegnati da un enorme rispetto verso le autorità del passato: esitando a prendere una decisione che scegliesse tra questi, fece ricorso a metodi di determinazione legale che eliminavano o riducevano al minimo questa necessità di scelta (per es.. Halakhah k'Bathra'i).
La fiducia in sé stesso era notevole, ma aveva un forte rispetto per il diritto e la giustizia. Fermamente, anche se rispettosamente, Colon rimproverò il posek tedesco Rabbi Israele Bruna, importante talmudista del suo tempo, di aver oltrepassato i limiti della sua autorità. Il responsum nr. 4, indirizzato alla congregazione di Ratisbona, è molto importante: un certo numero di ebrei di quella comunità erano stati falsamente accusate e una somma di denaro di dover essere raccolta per il loro riscatto, ma le comunità ebraiche circostanti si rifiutarono di contribuire, almeno nella misura in cui si trattava di pagare una tassa fissa invece di dare contributi volontari. Colon decise che le comunità in questione non potevano rifiutarsi di pagare la loro parte, dal momento che la stessa falsa accusa poteva essere fatta in futuro anche contro di loro e se gli imputati in questo caso specifico fossero stati provati innocenti e riscattati, anche le altre comunità sarebbero state al sicuro da pericoli.